# 蒙时雍
蒙时雍（1820年代—?），太平天国官员。广西省浔州府平南县人，壮族，赞王蒙得恩长子。
1851年，蒙时雍随父亲蒙得恩参加金田起义。。后随太平军从广西转战至天京（今南京）。担任赞嗣君，曾参与外交事务。1861年，蒙得恩死后袭爵，称为幼赞王，与干王洪仁玕、顺王李春发同理朝政。同年，英國駐上海領事館官员富礼赐（R.J.Forest）在天京与蒙时雍会面。富礼赐在《天京游记》中称他是“小王爷”，“在综理政事之时，他完全是一个小孩子”。中国研究者根据蒙得恩祖坟墓碑认为，富礼赐的记载不实，推测当年他“至少是三十六岁，是壮年人:45”。
他和洪仁玕等发表《戒浮文巧言喧谕》。蒙时雍与林绍璋和英国参赞巴夏礼等人谈判外交事务，拒绝了英国提出的赔偿“损失”等无理要求。清朝攻陷天京后，蒙时雍不知所终。

## 蒙时雍家书
1942年冬，历史学家簡又文在广西省调查太平天国史料时，得知桂平县的邑绅黄其鹿收藏有一封蒙时雍写给二叔蒙上国的家信。此封家信写于“高市尺一二尺，长市尺二尺许”的白绢上。1944年，桂平县太平天国纪念堂举行落成典礼时，陈列过家信原件:25。其后，因日军侵犯桂平县，人员疏散，家书原件流失:93。罗尔纲指出，影印本是他所保存的照片。此封家书自出现后，中国学界即对其真实性有争议:25:93。
1975年在平南县发现的蒙得恩五世祖父母蒙道先、韦氏墓碑被认为“进一步证明了这封家书的真实性:44”。1979年5月，在平南县朋化乡紫微村发现一张由蒙时雍七叔公蒙德扬和他的侄子蒙上安、蒙上国出售鹏到水马岭村的先人房屋、土地给张俊智、张俊睿兄弟的契据。该契据被认为与蒙时雍家书相互印证，证实了家书的真实性:94—95。1982年，契据所涉及的建筑以蒙得恩故居遗址之名列为平南县文物保护单位。